# Фернандес, Дэниел (английский шахматист)
Дэ́ниел Ха́урд Ферна́ндес (англ. Daniel Howard Fernandez; род. 5 марта 1995) — английский и сингапурский шахматист, гроссмейстер (2017). Журналист: автор шахматных книг, также публиковал шахматные новости и обзоры для ChessBase.
В составе сборной Сингапура — участник Олимпиады 2010 (2-я доска, +1-7=2) и Олимпиады 2012 (5-я доска, +5-3=1).

## Биография
Начал играть в шахматы в 7 лет. Многократный победитель юношеских чемпионатов Англии: 2004 — до 8 лет (в том же году выиграл юношеский чемпионат Сингапура), 2013 — до 18 лет и 2014 — до 21 года. В 2014 году стал победителем турнира в Будапеште, в 2015 году — турнира в Векшё.
Шахматами с ним занимался сначала отец, позже — Марк Униаке, Борис Альтерман и У Шаобинь. Фернандес также читал книги Бронштейна, Широва, Москаленко и других авторов.
В 1995—2002 и 2004—2011 годах жил в Сингапуре, потом вернулся в Англию, чтобы учиться в Кембриджском университете на математика (позже продолжил учиться в Австралии). За сборную университета выступал на командных соревнованиях.
Получил две нормы международного мастера на опен-турнирах в Сиднее (2009, 6-е место и 2010, 7-е место). На турнире 2019 года разделил 3-4 места.
В 2023 году выиграл опен-турнир в Нови-Саде. занял 3-е место в категории B шахматного фестиваля в Лондоне. На международном турнире в Ньюкасл-апон-Тайне занял 9-е место. На сильных турнирах в Лас-Вегасе занял 7-е и 12-е места.
Во время читерского скандала с Хансом Ниманном Фернандес провёл эксперимент — сыграл с гроссмейстером, получая подсказки от вибрирующего устройства, имплантированного в задний проход. Такую идею читерства впервые упомянул Илон Маск. Фернандес смог победить.
Фернандес часто выбирает малоизвестные дебюты, чтобы удивить соперников.